# 164 Eva
A 164 Eva a Naprendszer kisbolygóövében található aszteroida. Henry, Paul fedezte fel 1876. július 12-én.